# 꿈꾸는 아프리카
꿈꾸는 아프리카(I Dreamed Of Africa)는 미국에서 제작된 휴 허드슨 감독의 2000년 모험, 드라마, 멜로/로맨스 영화이다. 킴 베이싱어 등이 주연으로 출연하였고 스탠리 R. 제프 등이 제작에 참여하였다.

## 출연

### 주연
- 킴 베이싱어
- 벵상 뻬레

### 조연
- 에바 마리 세인트
- 리암 에이켄
- 가렛 스트로먼
- 윈스톤 쇼나

## 제작진
- 원작자: 쿠키 갈먼
- 공동제작: 존 D. 스코필드
- 미술: 앤드류 샌더스
- 의상: 셜리 러셀
- 배역: 팻 맥코클
- 배역: 팻시 폴락